# Deutsche Vereinigung für Sportwissenschaft
Die Deutsche Vereinigung für Sportwissenschaft e. V. (dvs) ist ein 1976 in München gegründeter Zusammenschluss von Wissenschaftlern der Sportwissenschaft, überwiegend aus Deutschland, Österreich und der Schweiz. Sie vertritt rund 800 Mitglieder und ist ein als gemeinnützig anerkannter Verein mit dem Ziel der Förderung und Weiterentwicklung der Sportwissenschaft und Sportsoziologie im nationalen und internationalen Kontext.

## Geschichte
Die deutsche Vereinigung für Sportwissenschaft wurde am 6. Oktober 1976 mit 176 Anwesenden im Münchener Hofbräuhaus gegründet und mit ihr der erste Präsident, Andreas H. Trebels, gewählt. 1977 wurde der erste sportwissenschaftliche Hochschultag der dvs zu dem Thema „Sportwissenschaft auf dem Weg zur Praxis“ organisiert und es kam auch zur ersten Gründung einer dvs-Kommission „Schulpraktische Studien/Unterrichtsforschung“. Bis 2014 fanden alle zwei Jahre insgesamt 20 weitere sportwissenschaftliche Hochschultage in unterschiedlichen Städten in Deutschland statt. 1978 wurde die deutsche Vereinigung für Sportwissenschaft Mitglied im Deutschen Sportbund (DSB). Im Jahr 1981 brachte die dvs ihren ersten Band der Schriftreihe „dvs-Protokolle“ heraus, im gleichen Jahr kam es auch zur Gründung der ersten dvs-Sektion, der Sektion „Sportgeschichte“. Nach der Wiedervereinigung wurde die Sportwissenschaft aus Ost- und Westdeutschland zusammengeführt, mit der Auflösung des Ausschusses Deutscher Leibeserziehung wurde eine Kooperationsvereinbarung mit dem Deutschen Sportlehrerverband (DSLV) getroffen. Zudem wurde die dvs Mitglied des „Weltrates für Sportwissenschaft und Leibes-/Körpererziehung“ (ICSSPE). Ferner arbeitete sie bei der Erstellung des „Memorandums zur Förderung der Sportwissenschaft“ durch den Deutschen Sportbund mit. 2003 verabschiedete die dvs die „Berufsethischen Grundsätze für Sportwissenschaftler/innen“ und bildete einen Ethik-Rat. Ein Jahr später ging die virtuelle Fachbibliothek Sportwissenschaft als Gemeinschaftsprojekt mit dem ZB Sport, BISp, IAT und FES Bonn online. Bis heute brachte die dvs viele Schriften, Zeitschriften und E-Journale heraus.

## Aufgaben
Die Aufgaben der deutschen Vereinigung für Sportwissenschaft sind breit gefächert, die sportwissenschaftliche Forschung soll gefördert und unterstützt sowie eine gute wissenschaftliche Praxis gewährleistet werden. Die dvs bezieht Stellung zu wichtigen Fragen rund um Studium und Lehre und unterstützt bei der Struktur- und Personalentwicklung im Rahmen sportwissenschaftlicher Einrichtungen. Auf ihrer Internetseite biete die dvs Informationsmaterial zu Sportstudiengängen, zur Promotion und anderen sportwissenschaftlichen Themen an. Sie fördert den sportwissenschaftlichen Nachwuchs und vertritt die Sportwissenschaft in nationalen und internationalen Belangen, zudem kooperiert sie mit internationalen und nationalen sportwissenschaftlichen Verbänden, Sportverbänden und Bundesinstitutionen. Die Sektionen und Kommissionen organisieren Veranstaltungen wie den „sportwissenschaftlichen Hochschultag“ sowie weitere Seminare, Tagungen und Fortbildungen. Als Beraterfunktion hilft sie dem Deutschen Olympischen Sportbund (DOSB) und weiteren Organisationen bei wichtigen Fragen des Breiten-, Leistungs- und Schulsports. Des Weiteren hat die dvs eine Schriftenreihe mit mehr als 270 Bänden (Eigenverlag Clausthal-Zellerfeld, Academia Verlag Sankt Augustin, FELDHAUS Verlag Hamburg) herausgegeben und publiziert die Zeitschrift „German Journal of Exercise and Sport Research“ (ehemals „Sportwissenschaft“) zusammen mit dem DOSB und dem Bundesinstitut für Sportwissenschaft (BISp).

## Mitgliedschaft
Wer in Lehre oder Forschung in einer sportwissenschaftlichen Einrichtung tätig ist, sportwissenschaftliche Arbeiten publiziert oder einen sportwissenschaftlichen Studienabschluss besitzt, kann Mitglied in der deutschen Vereinigung für Sportwissenschaft werden. Wenn die Zielsetzungen mit denen der dvs übereinstimmen können auch Institutionen oder Verbände Mitglied werden. Durch Beschluss des dvs-Präsidiums können weitere Personen als Mitglieder angenommen werden.

## Organisation
Präsidium (Vorstand)
Das Präsidium der deutschen Vereinigung für Sportwissenschaft wird alle zwei Jahre gewählt und setzt sich aus sechs Personen zusammen: Präsident, Vizepräsident Finanzen und vier weiteren Vizepräsidenten.
Aus der Wahl der Hauptversammlung am 20. September 2023 ergab sich folgendes Präsidium:
- Ansgar Schwirtz, München (Präsident & Ressort Leistungssport)
- Frederik Borkenhagen, Heidelberg (Vizepräsident Finanzen)
- Ina Hunger, Bremen (Vizepräsidentin Bildung)
- Ulrich Fehr, Bayreuth (Vizepräsident Nachwuchsförderung)
- Bettina Wollesen, Hamburg (Vizepräsidentin Gesundheit & Bewegung)
- Stefan Künzell, Augsburg (Vizepräsident Forschung)

Eine Geschäftsführerin unterstützt das Präsidium bei seinen Aufgaben.
Hauptausschuss
Dem Hauptausschuss gehören das Präsidium der dvs sowie Sprechern der Sektionen und Kommissionen an. Zwischen den Zusammentreffen der Hauptversammlung übernimmt er deren Aufgaben.
Ethik-Rat
Der Ethik-Rat besteht aus drei Personen, die jeweils für zwei Jahre gewählt werden. Er berät die verschiedenen Gremien zu generellen und speziellen ethischen Fragen der Sportwissenschaft und überprüft Vorwürfe bei formellen Beschwerden über ein Fehlverhalten. Auf der Basis der „Berufsethischen Grundsätze für Sportwissenschaftler/innen“ werden ggf. die Parteien angehört und wenn möglich eine Einigung erreicht.
Hauptversammlung
Die Hauptversammlung ist das höchste Organ der dvs und zu ihr gehören alle Mitglieder, sie tagt alle zwei Jahre. Zu den Aufgaben der Hauptversammlung gehören die Beratung und der Beschluss zu allen grundsätzlichen Angelegenheiten der Vereinigung, sie entlastet nach dem Bericht die Kassenprüfer, regelt Satzungsfragen, beschließt die Auflösung der Vereinigung, setzt Mitgliederbeiträge fest, bestätigt die Neubildung und Auflösung von Kommissionen und Sektionen und ernennt Ehrenmitglieder.
Sektionen
Es gibt derzeit elf Sektionen, die sich nach sportwissenschaftlichen Disziplinen unterteilen. Jedes dvs-Mitglied kann sich Sektionen zuordnen, deren inhaltlicher Ausrichtung sie nahestehen. Unterteilt wird in folgende Sektionen:
- Biomechanik
- Sportgeschichte
- Sportinformatik und Sporttechnologie
- Sportmedizin (DGSP)
- Sportmotorik
- Sportökonomie
- Sportpädagogik
- Sportphilosophie
- Sportpsychologie (asp)
- Sportsoziologie
- Trainingswissenschaft

Kommissionen
Die derzeit zwölf Kommissionen beschäftigen sich mit Fragen zu Problemen einzelner Sportarten bzw. Sportbereiche. Dvs-Mitglieder können sich je nach inhaltlicher Ausrichtung einzelnen Kommissionen zuordnen. Eine formale Mitgliedschaft in den einzelnen Kommissionen gibt es nicht, jedoch werden oftmals Mitgliederlisten zur Optimierung der kommissionsinternen Kommunikation geführt. Es gibt folgende Kommissionen (Stand: Dezember 2013):
- Bibliotheksfragen, Dokumentation, Information (BDI) (AGSB)
- Fußball
- Gerätturnen
- Geschlechter- und Diversitätsforschung
- Gesundheit
- Kampfkunst und Kampfsport
- Leichtathletik
- Schneesport (ASH)
- Schwimmen
- Sport und Raum
- Sportspiele
- Wissenschaftlicher Nachwuchs

Ad-hoc-Ausschüsse
Ad-hoc-Ausschüsse können vom Vorstand und der Hauptversammlung für bestimmte Fragen einberufen werden, ihre Funktion endet mit dem Abschluss ihres Arbeitsauftrages.

## Ehrungen und Nachwuchs
Personen, die sich in besonderer Weise für Weiterentwicklung und Unterstützung der deutschen Vereinigung für Sportwissenschaft oder der Sportwissenschaft im Allgemeinen eingesetzt haben, werden von der Hauptversammlung zu Ehrenmitgliedern ernannt.
Ehrenmitglieder:
- Ommo Grupe
- Dietrich Kurz
- Werner Schmidt
- Klaus Willimczik
- Bernd Strauß

Auf dem sportwissenschaftlichen Hochschultag wird für den besten Beitrag eines Nachwuchswissenschaftlers der dvs-Nachwuchspreis verliehen, welcher mit 1500 Euro dotiert ist und von der Friedrich-Schleich-Gedächtnis-Stiftung finanziert wird. 
Die dvs-Kommission Wissenschaftlicher Nachwuchs hat gemeinsam mit der dvs und dem Karl Hofmann-Verlag den „dvs-Promotionspreis gefördert durch den Hofmann-Verlag“ konzipiert. Dieser Preis zeichnet in einem Zweijahresturnus die beste sportwissenschaftliche Promotion aus und ist mit insgesamt 3.000 Euro für die ersten drei Plätze dotiert. Die erstmalige Verleihung dieses wichtigen Preises erfolgte beim 25. dvs-Hochschultag in Kiel 2022. Die zweite Verleihung erfolgte beim 26. dvs-Hochschultag in Bochum 2023.
Zuvor hatten der Verein zur Förderung des sportwissenschaftlichen Nachwuchses zusammen mit der dvs von 2009 bis 2019 den „Publikationspreis Sportwissenschaftlicher Nachwuchs“ verliehen.
Mit der „PostDoc-Vorlesung“ bietet die dvs im Rahmen des sportwissenschaftlichen Hochschultages ein Forum für promovierte Nachwuchswissenschaftlern (u. a. wiss. Assistenten, Juniorprofessoren) an, dass es ihnen erlaubt, umfassender und vor größerem Publikum über ihre Forschung zu berichten, als es bei einem typischen Arbeitskreisbeitrag möglich ist. Für die Vorlesungen stehen jeweils 40 min zur Verfügung (ca. 30 min Vortrag, 10 min Diskussion). 

## Publikationen und Partner
In der dvs-Schriftenreihe „Schriften der Deutschen Vereinigung für Sportwissenschaft“ werden interessante Artikel über die Sportwissenschaft sowie zu Tagungen, Symposien und Kongressen festgehalten. Die Schriftenreihe erscheint in der Edition Czwalina beim Feldhaus Verlag in Hamburg.
Die Deutsche Vereinigung für Sportwissenschaft nutzt die Mitgliedschaft im Deutschen Olympischen Sportbund (DOSB), um eigene Interessen zu vertreten sowie den gesellschaftlichen Aufgaben der Wissenschaften in Bezug zum organisierten Sport nachzukommen.
Finanziell und organisatorisch wird die dvs auch vom Bundesinstitut für Sportwissenschaft (BISp) bei der Durchführung einzelner Veranstaltungen und der Koordination und Förderung von sportwissenschaftlicher Forschung unterstützt.
Ferner erhält sie im Hinblick auf die Organisation der „sportwissenschaftlichen Hochschultage“ und anderer Veranstaltungen Unterstützung von den Ländern. Es bestehen Beziehungen zum Sportausschuss des deutschen Bundestages, der Kommission Sport der Kultusministerkonferenz, der Sportministerkonferenz sowie zu weiteren Partnern.